# Forcipomyia filicauda
Forcipomyia filicauda är en tvåvingeart som beskrevs av Remm 1993. Forcipomyia filicauda ingår i släktet Forcipomyia och familjen svidknott. Inga underarter finns listade i Catalogue of Life.